# Открытый чемпионат Франции по теннису 2018

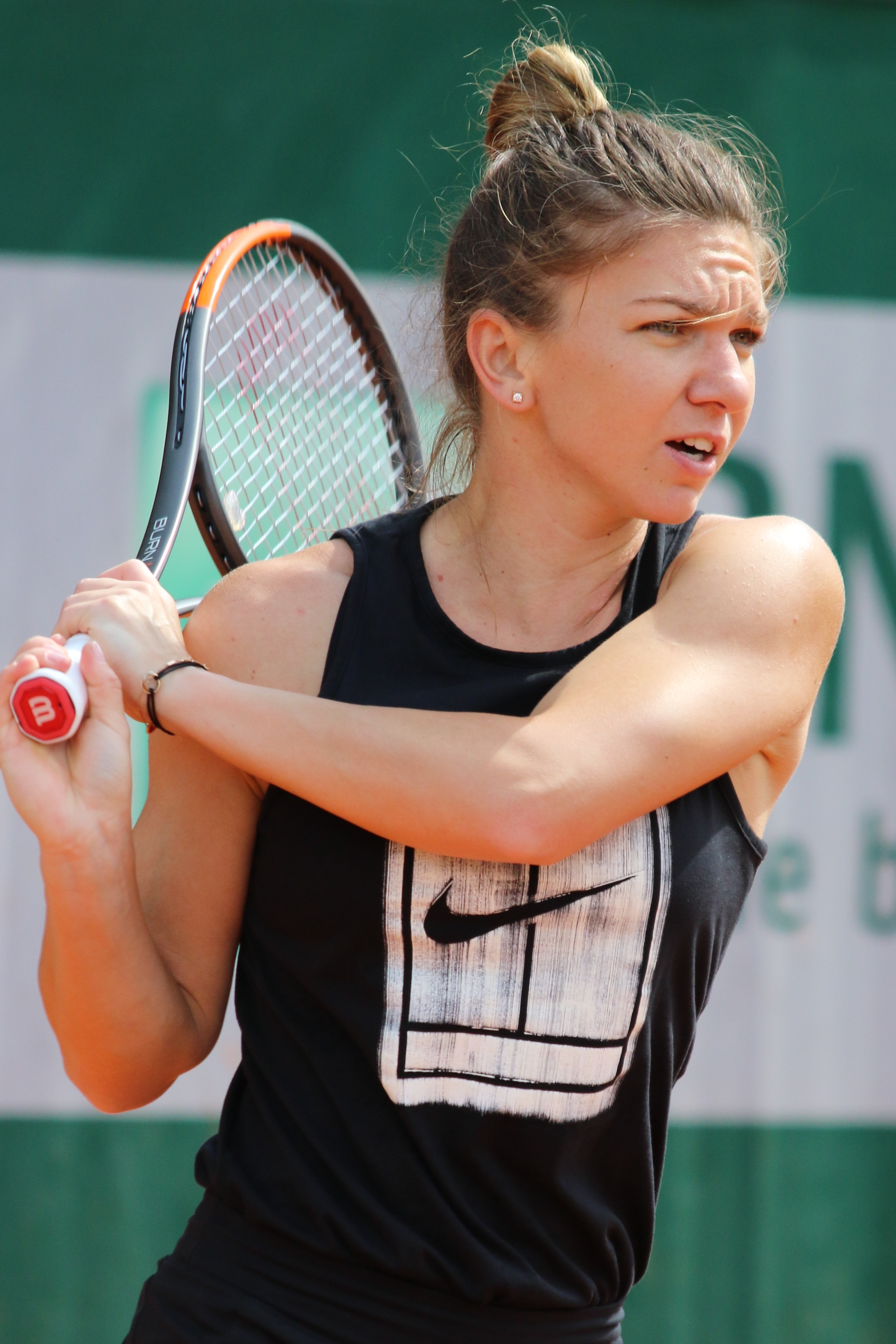
Симона Халеп с третьей попытки выиграла в финале женского одиночного турнира

Открытый чемпионат Франции 2018 — 117-й розыгрыш ежегодного профессионального теннисного турнира серии Большого шлема, проводящегося во французском Париже на кортах местного теннисного центра «Roland Garros». Традиционно выявляются победители соревнования в девяти разрядах: в пяти — у взрослых и четырёх — у старших юниоров.
В 2018 году матчи основных сеток прошли с 27 мая по 10 июня. Соревнование традиционно завершало весенний отрезок сезона турниров серии на грунтовом покрытии.

## Общая информация

### Рейтинговые очки и призовые деньги

##### Рейтинговые очки
Ниже представлено распределение рейтинговых очков теннисистов на турнире Большого шлема «Ролан Гаррос».

#### Взрослые
| Разряд            | Титул | Финал | Полуфинал | Четвертьфинал | 4-й круг | 3-й круг | 2-й круг | 1-й круг | Победа в квалификации | Финал квалификации | Второй круг квалификации | Первый круг квалификации |
| Мужской одиночный | 2000  | 1200  | 720       | 360           | 180      | 90       | 45       | 10       | 25                    | 16                 | 8                        | 0                        |
| Мужской парный    | 2000  | 1200  | 720       | 360           | 180      | 90       | 0        | н/д      | н/д                   | н/д                | н/д                      | н/д                      |
| Женский одиночный | 2000  | 1300  | 780       | 430           | 240      | 130      | 70       | 10       | 40                    | 30                 | 20                       | 2                        |
| Женский парный    | 2000  | 1300  | 780       | 430           | 240      | 130      | 10       | н/д      | н/д                   | н/д                | н/д                      | н/д                      |

| \| Разряд \| Титул \| Финал \| Полуфинал \| Четвертьфинал \| Второй круг \| Первый круг \| Победа в квалификации \| Финал квалификации \| \| Юноши, одиночный \| 1 000 \| 600 \| 370 \| 200 \| 100 \| 45 \| 30 \| 20 \| \| Девушки, одиночный \| 1 000 \| 600 \| 370 \| 200 \| 100 \| 45 \| 30 \| 20 \| \| Юноши, парный \| 750 \| 450 \| 275 \| 150 \| 75 \| н/д \| н/д \| н/д \| \| Девушки, парный \| 750 \| 450 \| 275 \| 150 \| 75 \| н/д \| н/д \| н/д \| |       |       |           |               |             |             |                       |                    |
| Разряд | Титул | Финал | Полуфинал | Четвертьфинал | Второй круг | Первый круг | Победа в квалификации | Финал квалификации |
| Юноши, одиночный | 1 000 | 600   | 370       | 200           | 100         | 45          | 30                    | 20                 |
| Девушки, одиночный | 1 000 | 600   | 370       | 200           | 100         | 45          | 30                    | 20                 |
| Юноши, парный | 750   | 450   | 275       | 150           | 75          | н/д         | н/д                   | н/д                |
| Девушки, парный | 750   | 450   | 275       | 150           | 75          | н/д         | н/д                   | н/д                |

### Призовые деньги
| Разряд                                | Титул      | Финал      | Полуфинал | Четвертьфинал | 4-й круг | 3-й круг | 2-й круг | 1-й круг | Финал квалификации | Второй круг квалификации | Первый круг квалификации |
| Одиночный                             | €2 200 000 | €1 120 000 | €560 000  | €380,000      | €222,000 | €130,000 | €79,000  | €40,000  | €21,000            | €11,000                  | €6,000                   |
| Парный *                              | €560,000   | €280,000   | €139,000  | €76,000       | €41,000  | €22,000  | €11,000  | н/д      | н/д                | н/д                      | н/д                      |
| Смешанный парный *                    | €120,000   | €60,000    | €30,000   | €17,000       | €9,500   | €4,750   | н/д      | н/д      | н/д                | н/д                      | н/д                      |
| Маломобильные спортсмены — одиночники | €35,000    | €17,500    | €8,500    | €4,500        | н/д      | н/д      | н/д      | н/д      | н/д                | н/д                      | н/д                      |
| Маломобильные спортсмены - пары *     | €10,000    | €5,000     | €3,000    | н/д           | н/д      | н/д      | н/д      | н/д      | н/д                | н/д                      | н/д                      |

* на двоих игроков

## Победители

### Взрослые

#### Мужчины. Одиночный разряд
Рафаэль Надаль обыграл  Доминика Тима — 6:4, 6:3, 6:2
- Надаль обновил рекорды, выиграв 11-й «Ролан Гаррос» и 11-й титул на одном «мэйджоре».
- Надаль выиграл все 11 финалов на «Ролан Гаррос».
- Надаль выиграл 17-й турнир Большого шлема в карьере.
- 4-й в сезоне и 79-й титул в карьере для Надаля в основном туре ассоциации.
- 24-летний Тим впервые сыграл в финале турнира Большого шлема.
- Тим сыграл 4-й одиночный финал в сезоне и 17-й за карьеру в туре ассоциации.
- 10-я личная встреча между Надалем и Тимом, 7-я победа Надаля.

#### Женщины. Одиночный разряд
Симона Халеп обыграла  Слоан Стивенс — 3:6, 6:4, 6:1.
- Первая победа Халеп на турнирах Большого шлема в 4 финалах.
- Халеп играла в финале «Ролан Гаррос» в 2014 и 2017 годах, но оба раза проигрывала в трёх сетах.
- Представительница Румынии выиграла «Ролан Гаррос» впервые с 1978 года.
- 2-й в сезоне и 17-й титул в карьере для Халеп в основном туре ассоциации.
- Второй финал турниров Большого шлема для Стивенс и первое поражение.
- Стивенс сыграла 2-й одиночный финал в сезоне и 7-й за карьеру в туре ассоциации.

#### Мужчины. Парный разряд
Николя Маю /  Пьер-Юг Эрбер обыграли  Оливера Мараха /  Мате Павича — 6:2, 7:6(4).
- Дебютный титул на «Ролан Гаррос» для Маю и Эрбера и третий на турнирах серии Большого шлема.
- Маю выиграл 2-й парный титул в сезоне и 22-й за карьеру в туре ассоциации.
- Эрбер выиграл 2-й парный титул в сезоне и 13-й за карьеру в туре ассоциации.

#### Женщины. Парный разряд
Барбора Крейчикова /  Катерина Синякова обыграли  Макото Ниномию /  Эри Ходзуми со счётом 6:3, 6:3.
- Дебютный титул на турнирах серии Большого шлема для Крейчиковой и Синяковой.
- Крейчикова выиграла 1-й парный титул в сезоне и 2-й за карьеру в туре ассоциации.
- Синякова выиграла 1-й парный титул в сезоне и 3-й за карьеру в туре ассоциации.
- Дебютный финал на турнирах серии Большого шлема для Ниномии и Ходзуми.

#### Смешанный парный разряд
Латиша Чан /  Иван Додиг обыграли  Габриэлу Дабровски /  Мате Павича со счётом 6:1, 6:7(5), [10-8].
- Додиг и Чан выиграли дебютный титул в миксте на соревнованиях серии.

### Юниоры

#### Юноши. Одиночный турнир
Цзэн Цзюньсинь обыграл  Себастьяна Баэса со счётом 7:6(5), 6:2.

#### Девушки. Одиночный турнир
Кори Гауфф обыграла  Кэти Макнэлли со счётом 1:6, 6:3, 7:6(1).

#### Юноши. Парный турнир
Ондржей Штылер /  Наоки Тадзима обыграли  Рэя Хо /  Цзэн Цзюньсиня со счётом 6:4, 6:4.

#### Девушки. Парный турнир
Кэти Макнэлли /  Ига Свёнтек обыграли  Юки Наито /  Нахо Сато со счётом 6:2, 7:5.